# Sachsen (F-219)
Il Sachsen (pennant number F-219 e secondo la designazione NATO: FGS Sachsen) è una fregata multiruolo leader dell'omonima classe, quarta nave della Deutsche Marine a prendere il nome dello stato federato della Sassonia.
Il contratto di costruzione venne assegnato alla Blohm + Voss di Amburgo e l'impostazione della chiglia avvenne il primo febbraio 1999. Varata il 20 gennaio 2001, è entrata in servizio il 4 novembre 2004 con l'allora Fregattenkapitän Volker Buller al comando.

## Storia
Nel giugno 1993 il governo federale assegnò un contratto di studio per definire una nuova classe di navi. Nel 1996 venne effettuato un ordine di tre fregate al consorzio ARGE F124 come general contractor. Il primo viaggio di prova in cantiere del Sachsen ebbe luogo il 28 agosto 2001 e nell'ottobre dello stesso anno la fregata, con il suo futuro equipaggio, fu trasferita a Wilhelmshaven e ulteriormente testata sotto la bandiera del cantiere. Il Sachsen venne consegnata all'Ufficio federale della tecnologia e degli acquisti militari il 31 ottobre 2002. Nel novembre 2004 la fregata venne messa in servizio con Wilhelmshaven come base navale.

## Comandanti
Lista di comandanti del FGS Sachsen e relativa data di assunzione del comando:
- Fregattenkapitän Volker Buller: 2001;[2][3]
- Fregattenkapitän Hardy Hübener: 2005;
- Fregattenkapitän Markus Nolte: 1 luglio 2008;
- Fregattenkapitän Andreas Krug: 4 ottobre 2011;[4]
- Fregattenkapitän Jörg Maier: 23 agosto 2013;[4]
- Fregattenkapitän Ole Paffenholz: 1 aprile 2016;
- Fregattenkapitän Mirko Wilcken: 11 agosto 2017;[5]
- Fregattenkapitän Philipp Vögtle: 24 ottobre 2019;[6]
- Fregattenkapitän Thomas Liebert: 8 luglio 2022;[7]
- Fregattenkapitän Wolfgang Eckmüller: 5 aprile 2024;[8]